# Liste der Biografien/Willn
Liste der Biografien |
Portal Biografien |
Personensuche
# |
A |
B |
C |
D |
E |
F |
G |
H |
I |
J |
K |
L |
M |
N |
O |
P |
Q |
R |
S |
T |
U |
V |
W |
X |
Y |
Z |
?
 
Wa |
Wc |
Wd |
We |
Wh |
Wi |
Wj |
Wl |
Wn |
Wo |
Wr |
Ws |
Wt |
Wu |
Ww |
Wy |
Wz
 
Wia |
Wib |
Wic |
Wid |
Wie |
Wif |
Wig |
Wih |
Wii |
Wij |
Wik |
Wil |
Wim |
Win |
Wio |
Wip |
Wir |
Wis |
Wit |
Wiv |
Wiw |
Wix |
Wiz
 
Wila |
Wilb |
Wilc |
Wild |
Wile |
Wilf |
Wilg |
Wilh |
Wili |
Wilj |
Wilk |
Will |
Wilm |
Wiln |
Wilo |
Wilp |
Wilr |
Wils |
Wilt |
Wilu |
Wilw |
Wily |
Wilz
 
Willa |
Willb |
Willc |
Willd |
Wille |
Willf |
Willg |
Willh |
Willi |
Willj |
Willk |
Willm |
Willn |
Willo |
Willr |
Wills |
Willu |
Willv |
Willw |
Willy
Die Liste der Biografien führt alle Personen auf, die in der deutschsprachigen Wikipedia einen Artikel haben. Dieses ist eine Teilliste mit 23 Einträgen von Personen, deren Namen mit den Buchstaben „Willn“ beginnt.

## Willn

### Willna
- Willnat, Christin (* 1986), deutsche Politikerin (Die Linke)
- Willnauer, Gustaf (* 1994), deutscher Schauspieler und Stylist
- Willnauer, Jörg-Martin (* 1957), deutscher Musikkabarettist, Autor und Dozent

### Willne
- Willnecker, Karl (* 1892), deutscher Fußballspieler und -trainer
- Willner, Alfred Maria (1859–1929), österreichischer Journalist, Komponist und Librettist
- Willner, Arthur (1881–1959), englischer Komponist
- Willner, Christian (* 1967), deutscher Arrangeur, Musiker und Comedian
- Willner, Ernst (1926–1983), österreichischer Journalist
- Willner, Frank (* 1969), deutscher Poolbillardspieler
- Willner, Gert (1940–2000), deutscher Politiker (CDU), MdB
- Willner, Hal (1956–2020), US-amerikanischer MusikproduzentHal Willner (1956–2020)

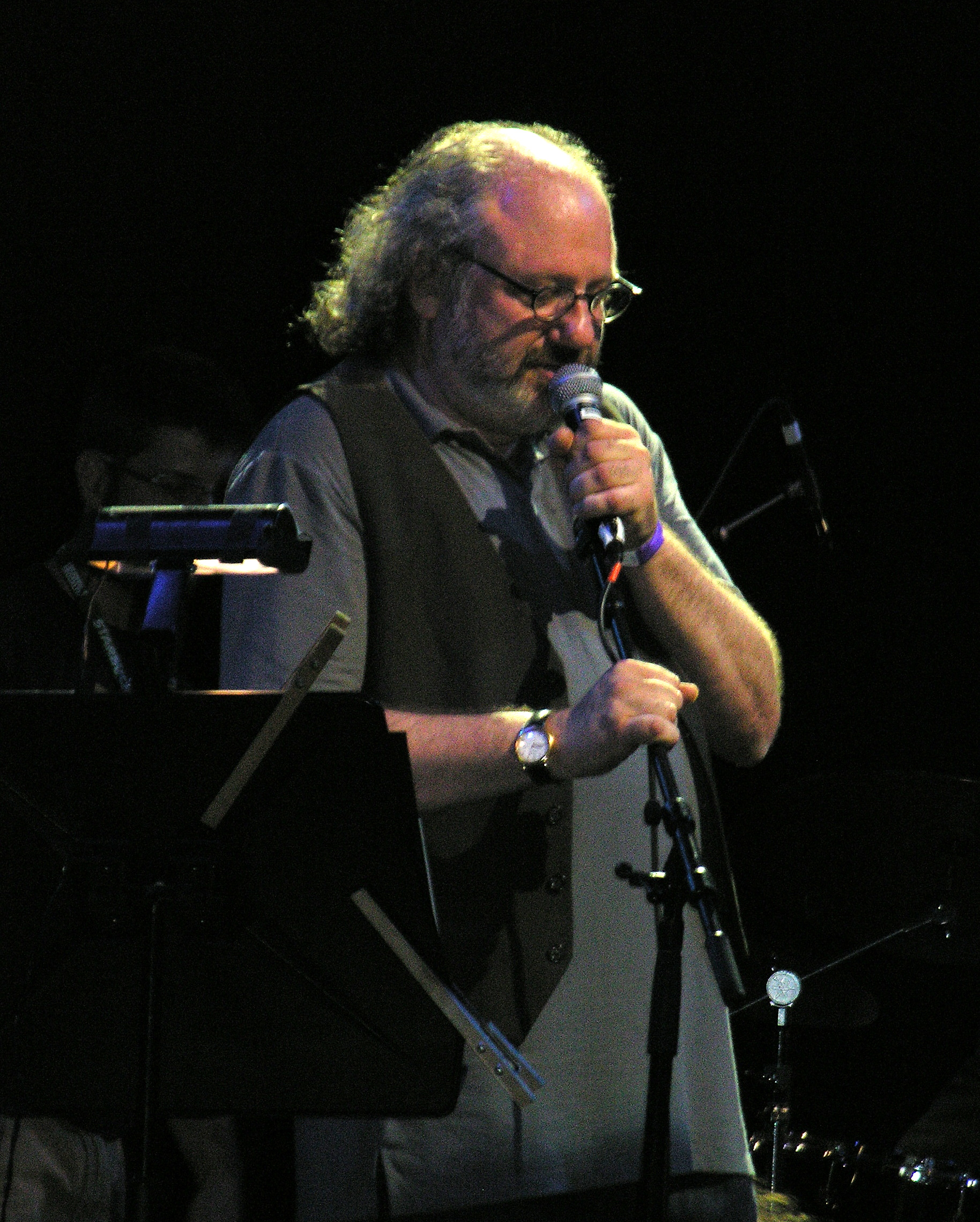
Hal Willner (1956–2020)

- Willner, Helge (1947–2022), deutscher Chemiker
- Willner, Herbert (1926–2017), deutscher Journalist und Spion des DDR-Auslandsnachrichtendienstes
- Willner, Horst (1919–1999), deutscher Rechtsanwalt und Präses der Handelskammer Bremen
- Willner, Itamar (* 1947), israelischer Chemiker
- Willner, Max (1906–1994), deutscher jüdische Repräsentant
- Willner, Nina (* 1961), US-amerikanische Sachbuchautorin und ehemalige Geheimdienstoffizierin
- Willner, Oskar (1910–1987), österreichischer Schauspieler, Theaterregisseur, Hörspielsprecher und Übersetzer von Theaterstücken
- Willner, Shira (* 1993), deutsche Eiskunstläuferin
- Willner, Tobias (* 1971), deutscher Trompeter
- Willner, Valentin (* 2005), deutscher Handballspieler
- Willner, Yael (* 1959), israelische Juristin

### Willno
- Willnow, Theodor (* 1815), deutsch-polnischer Fotograf und Maler